# Willernie (Minnesota)
Willernie es una ciudad ubicada en el condado de Washington en el estado estadounidense de Minnesota. En el Censo de 2010 tenía una población de 507 habitantes y una densidad poblacional de 1.517,47 personas por km².

## Geografía
Willernie se encuentra ubicada en las coordenadas 45°3′12″N 92°57′27″O / 45.05333, -92.95750. Según la Oficina del Censo de los Estados Unidos, Willernie tiene una superficie total de 0.33 km², de la cual 0.32 km² corresponden a tierra firme y (4.65%) 0.02 km² es agua.

## Demografía
Según el censo de 2010, había 507 personas residiendo en Willernie. La densidad de población era de 1.517,47 hab./km². De los 507 habitantes, Willernie estaba compuesto por el 90.14% blancos, el 0.99% eran afroamericanos, el 1.18% eran amerindios, el 0.39% eran asiáticos, el 0% eran isleños del Pacífico, el 1.18% eran de otras razas y el 6.11% pertenecían a dos o más razas. Del total de la población el 4.34% eran hispanos o latinos de cualquier raza.